# Industria de equipo
Las industrias de equipo elaboran la infraestructura y los bienes económicos necesarios como base para el desarrollo de los distintos sectores económicos, se distinguen dos grandes sectores: las transformaciones

## Industrias de transformación
Se produce el cambio de la forma de materiales procedentes de otras
industrias.

## Industria del procesamiento de materiales
La materia prima proviene de la naturaleza, se transforma en productos para consumo directo de los seres humanos o bien, en materias primas que consumen otras industrias de transformación, de construcción o de proceso. 
- Procesamiento del café
- Aceites y grasas comestibles
- Tabaco y sus derivados
- Productos lácticos y carne
- Alimentos para animales
- Bebidas alcohólicas
- Cemento

Tipos de industria de procesamiento de materiales:
1. Productos minerales no metálicos
2. Extracción y refinación de petróleo
3. Preparación y conservación de carnes, elaboración de productos lácteos
4. Manufactura de productos alimenticios
5. Elaboración de vinos, bebidas y licores
6. Obtención del azúcar
7. Curtido de pieles y cuero
8. Industria metálica básica
9. Producción de gases naturales
10. Industria siderúrgica
11. Fabricación de:

- papel y celulosa
- fibras naturales y sintéticas
- materiales plásticos
- explosivos
- hule sintético
- cloro y álcalis
- películas fotográficas
- pinturas y barnices
- ácidos, grasas y aceites
- jabones, detergentes y glicerina
- productos farmacéuticos, perfumes y cosméticos
- abonos, fertilizantes e insecticidas

## Industria mecánica
Los equipos se diseñan para operaciones parciales. Tales como:
- Prendas de vestir.
- Madera.
- Muebles y accesorios metálicos.
- Maquinaria y aparatos eléctricos.
- Electrodomésticos.
- Vehículos automóviles.
- Carrocerías y partes automotrices.

## Las industrias de construcción
Desarrollan y realizan las infraestructuras necesarias, tanto obras civiles, como para uso particular y de servicio; comunicaciones, canalizaciones, obras civiles, edificaciones para uso oficial o particular: obras hidráulicas, centrales hidroeléctricas, carreteras y autopistas, puentes, viaductos, puertos marítimos, aeropuertos, ferrocarriles, etc.
Pero también los materiales y recursos necesarios para este fin: cementeras, canteras, etc. y los productos obtenidos: cemento, ladrillos, vidrio, etc.

## La metalurgia de transformación
Como el caso anterior desarrolla y produce bienes de economía básica, pero en el sector industrial metalúrgico: útillage industrial, material para los transportes pesados, construcción naval y ferrocarril, vehículos de carretera, aviones y maquinaria agrícola.
Así como los materiales necesarios: acero, material eléctrico, etc.